# Angle d'inclinaison de pivot
Pour la géométrie du train avant qui assure le contact, la bonne stabilité et le contrôle de la direction du véhicule, l'angle d'inclinaison de pivot est l'angle formé par l'axe du pivot et la verticale, le véhicule étant regardé de face.
Par construction de dessin technique, la distance D est le déport de la roue.
L'inclinaison du pivot permet de diminuer le déport D, donc l'effort à fournir pour braquer les roues, et permet de diminuer les réactions des roues sur la direction, donc améliore la stabilité de la direction.

## Avantages
- Diminution du couple d'inertie d'entraînement de la roue dans un braquage.
- Force de rappel des roues en ligne droite donnée par le poids du véhicule.

## Inconvénients
- Modification de l'appui du pneu sur le sol dans un virage.